# Peugeot 305
Peugeot 305 — компактный автомобиль французской компании Peugeot. Выпускался с 1977 по 1994 (бензиновые двигатели с 1977 по 89, дизельные с 1982 по 1994).
Модель 305 дебютировала с кузовом седан, позже в гамме появился универсал. Двигатель располагался поперечно. Подвеска независимая, с продольными рычагамии и пружинами сзади и типа «Мак-Ферсон» спереди.

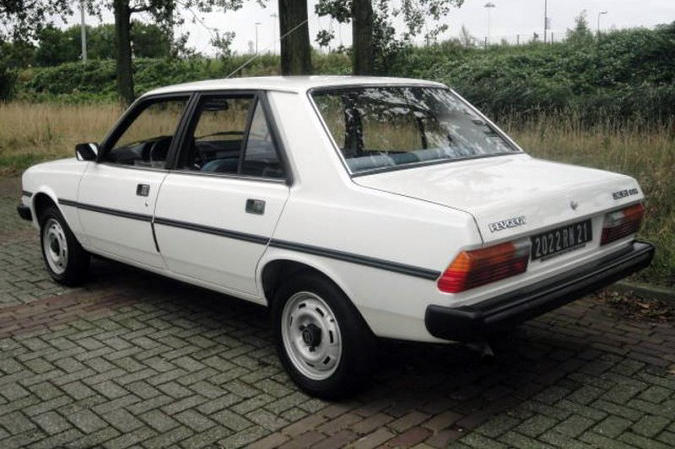
Седан Peugeot 305 GR (до рестайлинга), вид сзади

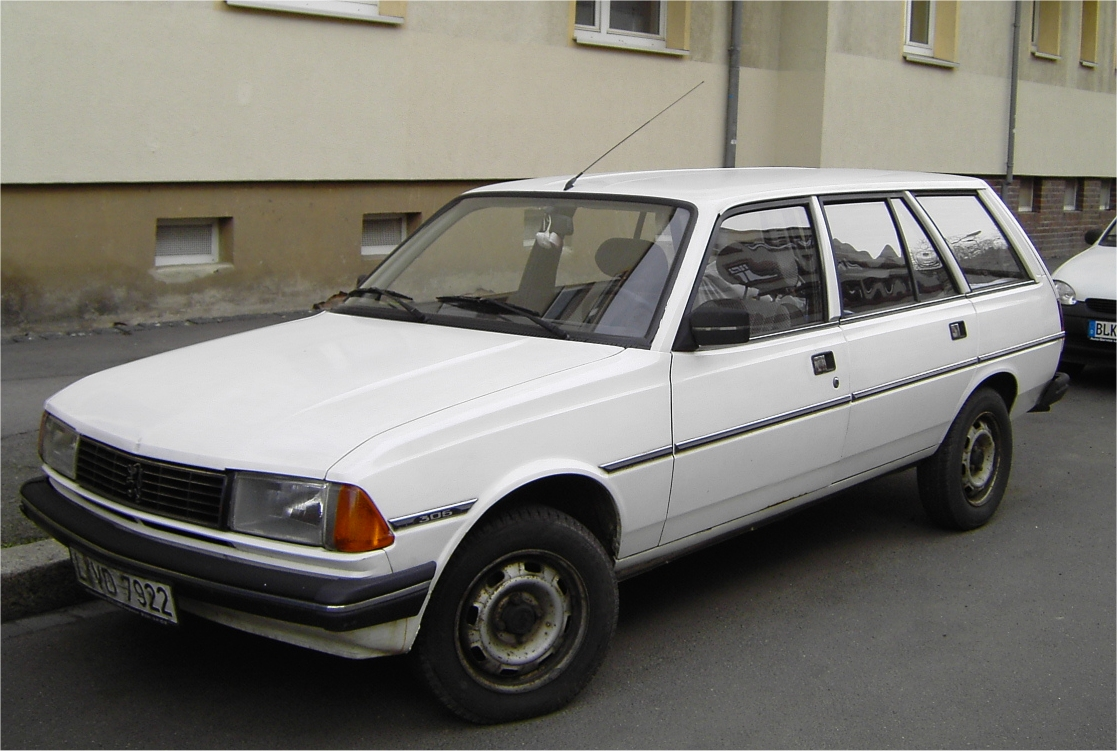
Универсал Peugeot 305 Break после рестайлинга